# Nazionale maschile under 18 di pallacanestro del Pakistan
La nazionale di pallacanestro pakistana Under-18 è una selezione giovanile della nazionale pakistana di pallacanestro, ed è rappresentata dai migliori giocatori di nazionalità pakistana di età non superiore ai 18 anni.
Partecipa a tutte le manifestazioni internazionali giovanili di pallacanestro per nazioni gestite dalla FIBA.

## Partecipazioni

### FIBA AsiaBasket Under-18
- 1977 - 10°
- 1989 - 13°
- 1998 - 14°